# Klaus Müller (Fußballspieler, 1950)
Klaus Müller (* 19. November 1950) ist ein ehemaliger deutscher Fußballspieler. In der Bundesligasaison 1970/71 absolvierte der 20-jährige Nachwuchsspieler ein Bundesligaspiel beim SV Werder Bremen.

## Karriere
Müller, er wurde wie seine vorherigen Mannschaftskollegen Willi Götz und Volker Schöttner von den Werder-Amateuren aus der Amateurliga Bremen in der Saison 1970/71 in den Lizenzspielerkader aufgenommen, absolvierte in der Bundesliga eine Partie. Trainer Robert Gebhardt wechselte Müller am 12. Spieltag, den 24. Oktober 1970, im Heimspiel gegen Hannover 96 in der 60. Minute für Linksaußen Bernd Lorenz ein. Er bildete in den letzten 30 Minuten mit Werner Thelen und Bernd Windhausen den Angriff der Grün-Weißen. Das Match endete torlos. Im weiteren Saisonverlauf kam er nicht mehr zum Zuge und wechselte nach der Spielzeit zur SpVgg Bayreuth in die damals zweitklassige Fußball-Regionalliga Süd. Unter Trainer Jenő Vincze konnte er sich aber an der Seite von Mitspielern wie Manfred Größler, Herbert Horn, Wolfgang Böhni, Manfred Lucas, Bruno Dvorak und Ewald Schäffner auch nicht als Stammspieler etablieren und zog deshalb nach vier Regionalligaeinsätzen zur SpVgg Weiden in den bayerischen Amateurfußball weiter. Weitere Stationen im höherklassigen Fußball ergeben sich aus der vorliegenden Literatur nicht.